# Infusion
Infusion is een omgekeerde achtbaan in het Engelse pretpark Pleasure Beach Blackpool. Infusion heeft eerst in New Pleasureland Southport gestaan van 1999 tot 2006 als Traumatizer, voordat hij in 2007 opnieuw opende in Pleasure Beach Blackpool. De baan is gebouwd door het Nederlandse bedrijf Vekoma. Het is een zogenoemde SLC (suspended looping coaster); dit soort banen is ook te vinden als Condor in Walibi Holland, als Blue Tornado in Gardaland en als MP Xpress in Movie Park Germany.

## Treinen
Infusion heeft 2 treinen. Elke trein bestaat uit 8 karretjes die elk plaats bieden aan twee personen.

## Locatie

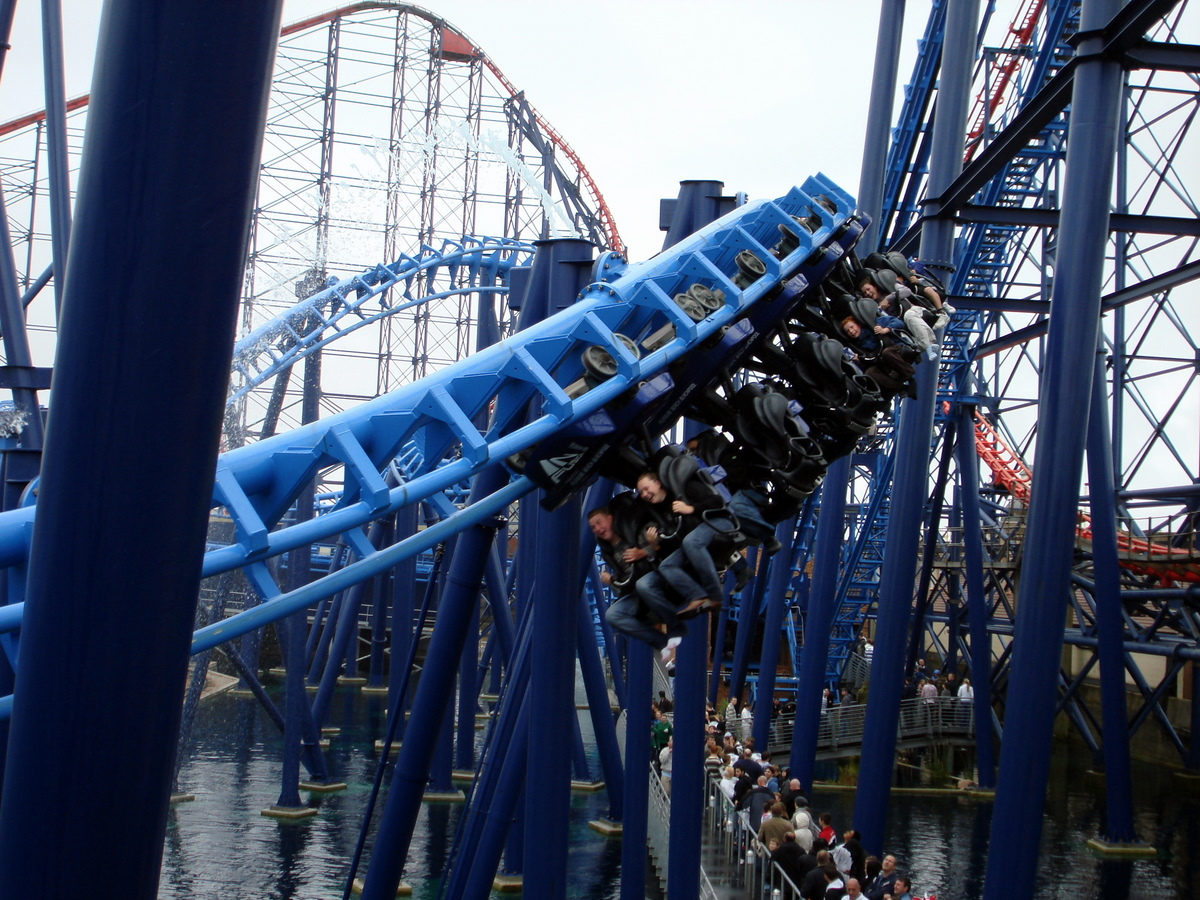
Infusion in de laatste bocht voor de remmen.

Infusion ligt tussen de Pepsi Max Big One en de Big Dipper.
Huidig:
Avalanche · 
Big Dipper ·
Blue Flyer ·
Grand National ·
Icon ·
Infusion ·
Revolution ·
Nickelodeon Streak ·
The Big One ·
Steeplechase
Verdwenen:
Big Apple · 
Circus Clown · 
Cyclone · 
Scenic Railway · 
Space Invader 2 · 
Tokaydo Express · 
Velvet Coaster · 
Vikingar · 
Virginia Reel ·
Wild Mouse